# Europa Geht Durch Mich
"Europa Geht Durch Mich" é uma canção da banda britânica de rock Manic Street Preachers, parte do álbum Futurology (2014). Escrita pelo baixista Nicky Wire com arranjos do vocalista James Dean Bradfield e do baterista Sean Moore, foi gravada com a participação de Nina Hoss nos vocais.
O single foi liberado nas plataformas digitais. No canal da banda na VEVO, foi disponibilizado, no mesmo dia, um lyric video. E, em vinil, a canção também foi disponibilizada em edição limitada.

## Faixas
| N.º | Título                                                        | Duração |  |
| 1.  | "Europa Geht Durch Mich"                                      | 3:24    |  |
| 2.  | "Europa Geht Durch Mich" (Erol Alkan's Mesmerise Eins Rework) | 7:27    |  |

## Ficha técnica
- James Dean Bradfield - vocais, guitarras
- Sean Moore - bateria, percussão
- Nicky Wire - baixo
- Nina Hoss - vocal